# Władysław Żeleński

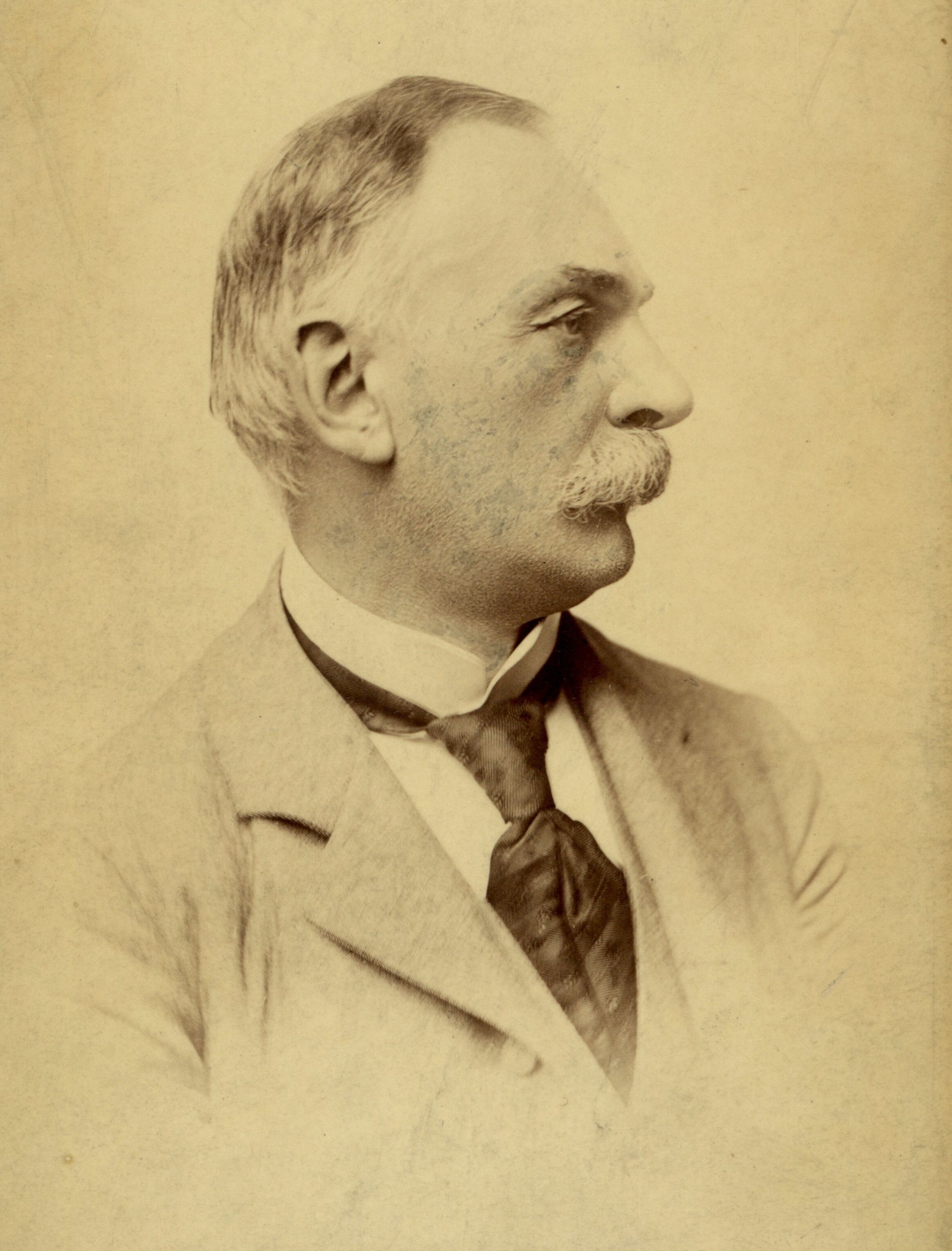
Władysław Żeleński

Władysław Marcjan Mikołaj Żeleński (* 6. Juli 1837 in Grodkowice; † 23. Januar 1921 in Krakau) war ein polnischer Komponist.

## Leben
Żeleński studierte bei Franciszek Mirecki in Krakau, bei Josef Krejčí in Prag und bei Napoléon-Henri Reber in Paris. Von 1872 bis 1881 unterrichtete er Musiktheorie am Musikinstitut Warschau (heute Fryderyk-Chopin-Universität für Musik), danach leitete er die am 7. Februar 1888 gegründete Musikakademie Krakau bis 1921. Er komponierte zwei Sinfonien, vier Opern (darunter Goplana), zwei Ouvertüren, ein Klavierkonzert, drei Messen, Kantaten, Motetten, kammermusikalische Werke, Klavier- und Orgelstücke und Lieder. Er veröffentlichte auch eine Harmonielehre.

## Werke
- Konrad Wallenrod (1885)
- Goplanka (1896)
- Janek (1900)
- Stara Basń (1907)

## Familie
Sein Sohn, der polnische Dichter Tadeusz Boy-Żeleński, wurde Anfang Juli 1941 in Lemberg zusammen mit anderen Professoren der Universität im Rahmen der Massenmorde in Lemberg im Sommer 1941 von deutschen Besatzern verhaftet und ermordet.